# Sông Năng
Sông Năng là một dòng sông tại miền bắc Việt Nam. Sông được hợp thành từ nhiều khe suối nhỏ thuộc hai huyện Bảo Lạc và Bảo Lâm của tỉnh Cao Bằng và huyện Pác Nặm thuộc tỉnh Bắc Kạn .
Đoạn thượng nguồn của sông Năng gồm hai nhánh, nhánh phía bắc chảy từ tỉnh Cao Bằng xuống, nhánh phía tây hợp thành trên địa bàn huyện Pác Nặm. Hai nhánh sông nay hợp lưu tại địa phận xã Bằng Thành rồi trở thành ranh giới tự nhiên giữa hai tỉnh Cao Bằng và Bắc Kạn. Sông Năng sau khi nhận nước từ hồ Ba Bể chảy sang địa phận tỉnh Tuyên Quang rồi hợp lưu với sông Gâm tại địa bàn thị trấn Na Hang, huyện Na Hang.
Sông Năng có chiều dài 117 km, với diện tích lưu vực là 2293 km². Mã của sông là 0202652919. Đôi bờ sông Năng có nhiều bãi soi rộng lớn do phù sa cổ bồi đắp qua nhiều thế kỷ. Người dân nơi đây đã canh tác trên các soi bãi bên sông từ đời này qua đời khác. Họ chủ yếu trồng lúa, ngô, khoai, lạc. Đoạn sông Năng chảy gần hồ Ba Bể có một số cảnh quan đẹp như động Puông, hay thác Đầu Đẳng.
Mấy năm gần đây tại lưu vực sông Năng có nạn khai thác cát sỏi và đặc biệt là khai thác vàng trái phép làm sạt lở các soi bãi là chủ yếu là đất nông nghiệp và làm cho dòng sông ô nhiễm một cách trầm trọng.